# Nayaks Musunuris
El Nayaks Musunuris foren uns reis guerrers del sud de l'Índia al segle xiv, que van ser breument importants a la regió de Telangana.
Els nayaks Musunuris pertanyien al grup social Kamma i la història de la dinastia Musunuri pot ser traçada ja des del segle xiii en una inscripció a la població de Jammipalli.
Eren caps guerrers de l'exèrcit Kakatiya, que van retornar a Andhradesa el 1326 des del sultanat de Delhi seguint a la derrota Kakatiya. Prominents entre els retornats hi havia Musunuri Prolaya Nayak i Musunuri Kapaya Nayak, també coneguts respectivament com a Prolaaneedu i Musunuri Kaapaaneedu.

## Oposició als turcs

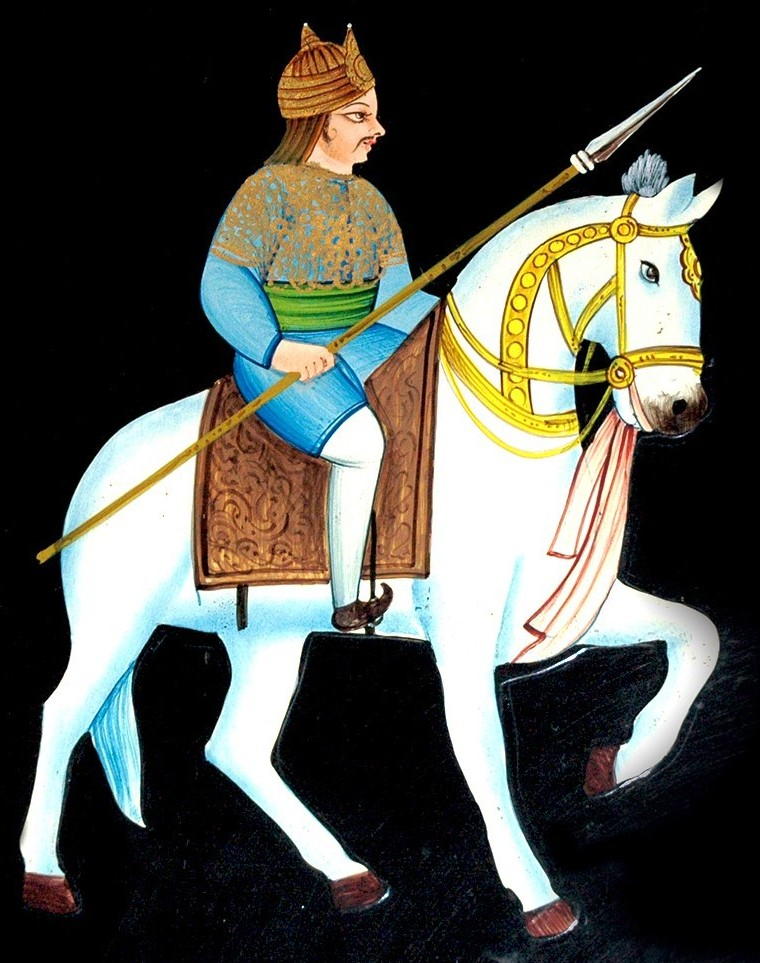
Musunuri Kapaya Nayak

Després de la caiguda dels Kakatiyes, el seu imperi va ser annexionat pel sultanat de Delhi Sultanate i Warangal va ser rebatejada "Sultanpur". Ulugh Khan va quedar com el governador de la regió per un període curt, fins que va ser cridat a Delhi per succeir a Muhammad bin Tughluq el 1324. Un anterior comandant Kakatiya, Nagaya Ganna Vibhudu, ara rebatejat Malik Maqbul, va ser nomenat com el governador de la regió.. Tanmateix, el control Tughlúquida sobre l'antic regne Kakatiya era tènue i un nombre de caps locals havien agafat el poder efectiu.
El 1330, Musunuri Prolaya Nayak va publicar la inscripció en coure de Vilasa  una donació prop de Pithapuram, en la que lamentava la devastació del país Telugu que havien fet els turcs i intentava legitimar-se ell mateix com el legal restaurador de l'ordre. El seu successor, Kapaya Nayak (rei 1333–1368), va dirigir una rebel·lió contra els Tughlúquides, expulsant-los fora de Warangal el 1336. Segons la inscripció de Kaluvacheru que correspon a una donació d'una femella del clan Panta Reddy el 1423, Kapaya Nayak va ser assistit per 75 subordinats Nayaks, incloent Vema Reddi, el fundador de la dinastia Reddy.
Kapaya Nayak va governar a Telangana fins al 1368. A la seva mort, els nayaks subordinats es van dispersar cap a les seves pròpies ciutats.[6] Malgrat la seva oposició als turcs, Kapaya Nayak va continuar utilitzant el Kush Mahal construït pels turcs a Warangal i va adoptar el títol persianitzat de "Sultà del país Andhra". El1361 va regalar al sultà bahmànida Muhammad Shah I el Tron Turquesa com a part d'un tractat d'entesa.

## Regnat
Poc és conegut de Prolaya Nayak o de fet qualsevol dels membres de la família Musunuri; són sovint descrits com "obscurs". Tant incert com el seu ascens són els mètodes que els van habilitar a una quantitat limitada d'èxits; van veure als rebels derrotar el sultanat de Delhi en diverses batalles i trencant la cohesió en la regió. El nobles foren capaços d'afirmar el control l'àrea de Godavari sobre la qual Prolaya Nayak esdevenia el governant el 1325 fins a la seva mort el 1333. No va deixar cap fill i va ser succeït per un cosí, Kapaya Nayak, que va governar fins al 1368 intentat expandir més ek seu domini. Va agafar el control de Warangal de mans de Malik Maqbul el 1336 i per això també d'una ample franja de Telanaga oriental Telangana que va ser governat des de Warangal. També va provar de donar suport a altres rebels en les àrees circumdants, tot i que en el cas de l'ajut donat a Alauddin Bahman Shah, el resultat era que el seu rebel amic va girar contra ell. Diversos compromisos militars amb Bahaman Shah van seguir en un període d'uns anys, durant els que Kapaya Nayaka va haver de cedir diversos forts i territoris. La seva posició debilitada va ser explotada pels Reddys i els Velames; aquests darrers li van causar la mort en una batalla a Bhimavaram posant fi al domini de la família Musunuri.